# Orgull Llonguet
Orgull Llonguet és una associació sociocultural sorgida el 2014 amb la voluntat de dinamitzar i fer més participatives les festes de Sant Sebastià (20 de gener) de Palma. El 2015 promou la campanya de micromecenatge per la "Creació del caparrot d'en Miquel des forn". L'estiu del 2015 organitza la festa de "Canamunt i Canavall".